# You're the Only…
『You're the Only…』（ユー・アー・ジ・オンリー）は、1992年8月1日にSony Recordsから発売された小野正利の3枚目のシングル。

## 解説
フジテレビ系ドラマ『君のためにできること』主題歌。自身初のドラマタイアップである。
現時点で自身唯一のミリオンセラー達成作品。自身最大のヒット曲となり同年の『第34回日本レコード大賞』最優秀新人賞を受賞。『第43回NHK紅白歌合戦』にも出場した。
2009年、オリンピアパチスロ機『めぞん一刻〜あなたに会えて、本当によかった〜』CMソングに使用。以降も、めぞん一刻のシリーズ機にはこの曲が収録されている。
2010年、小野がGALNERYUSに加入したことに伴い、GALNERYUSの配信限定シングル『BEGINNING OF THE RESURRECTION』に「You're the Only… 2010」が収録された。

## 収録曲
全作詞：小野正利
1. You're the Only…
作曲：柘植由秀　編曲：笹路正徳
2. My Venus
作曲：小野正利　編曲：井上鑑
3. You're the Only… （オリジナル・カラオケ）

## 参加ミュージシャン
You're the Only…
- 笹路正徳 - キーボード
- 土方隆行 - ギター
- 岡沢茂 - ベース
- 湊雅史 - ドラム
- 比山清（比山貴咏史） - コーラス
- 木戸やすひろ - コーラス
- 小野正利 - コーラス

My Venus
- 井上鑑 - キーボード
- 松原正樹 - ギター
- 角田順 - ギター
- 富倉安生 - ベース
- 島村英二 - ドラム
- 小野正利 - コーラス

## カバーしたアーティスト
- 1992年 - THE RANKIN FILE PROJECTがアルバム『ENGLISH COVERVERSION IN HIT POPS 1』CFB-601内でカバー。
- 1993年 - レイモンド・チョイ（蔡濟文）がアルバム（広東語版）『You're The Only』内でカバー。
- 2008年 - 伴都美子がアルバム『VOICE 2〜cover lovers rock〜』内でカバー。
- 2010年 - 島谷ひとみがアルバム『男歌II〜20世紀ノスタルジア〜』内でカバー。
- 2024年-ウォルピスカーターアルバム『余罪』内でカバー。